# MGG (Unternehmen)
Die MGG Group B.V. ist eine Firmengruppe von Aluminiumgießereien mit Sitz in Tegelen (Niederlande). 
Das 1945 gegründete Unternehmen wird von Ron Deelen geleitet. In der Firmengruppe arbeiten 1560 Mitarbeiter. 2018 lag der Umsatz bei 240 Millionen Euro. Die Gussteile von MGG werden von Automobilindustrie, Bau- und Agrarsektor, Herstellern von Wärmetauscher und vielen mehr eingesetzt.

## Standorte
MGG hat Standorte in Tegelen, Nieuw-Bergen, Blerick (beide MGG Netherlands B.V.), Třešť (MGG Třešť s.r.o.), Stahlhofen am Wiesensee (MGG Stahlhofen GmbH, vormals Metallguss Schiefelbusch GmbH) und Herzogenburg (MGG Herzogenburg GmbH, vormals CSA Herzogenburg GmbH).
Der Standort im niederösterreichischen Herzogenburg mit etwa 200 Mitarbeitern wurde erst 2017 gekauft, erlitt aber Anfang der 2020er Jahre starke Umsatzrückgänge, sodass er Ende 2023 Insolvenz anmelden musste. Seit 2024 wird der Standort durch die MWS Industrieholding als MWS Niederdruckguss weitergeführt.